# تجانس عدم التناظر المرآتي

مصاوغ مرآتي لـحمض أميني

تجانس عدم التناظر المرآتي (بالإنجليزية: Homochirality)‏ هو وصف الخصائص الهندسية لبعض المواد التي تتكون من وحدات لاانطباقية .أجسام عدم التناظر المرآتي هي الأجسام التي لاتنطبق على صور المرآة.على سبيل المثال،اليد اليسرى هي صورة مرأة لليد اليمنى ولكن لا يمكن أن ينطبقا حتى ولو تم تدويرهم بأى درجة في نفس المستوى. وتدعى المادة مادة تجانس عدم تناظر مرآتي إذا كانت جميع الوحدات المكونة هي جزيئات من نفس التصاوغ الضوئي (مصاوغ مرآتي).
في علم الأحياء، تجانس عدم التناظر المرآتي خاصية نجدها في كل من الأحماض الأمينية والسكريات. تقريبا جميع الأحماض الأمينية اللامتناظرة والمنتجة بيولوجيا من نوع النظير المرآتي -L بينما السكريات لها النظير المرآتي -D. وفي حين أن أصل هذه الظاهرة ليس مفهوما بشكل واضح، فإن هناك آليات مختلفة عديدة لظهور الظاهرة. وواحدة من الصعوبات في تحديد الآلية الصحيحة لمنشأ هذة الظاهرة تنشاء عن الغموض في خطها الزمني، وليس من الواضح متى حدثت ظاهرة تجانس عدم التناظر المرآتي بالمقارنة مع أصل الحياة
.. ومن غير الواضح ما إذا كان تجانس عدم التناظر المرآتي له غرض؛ ولكن يبدو أنها شكل من أشكال تخزين المعلومات أحد الاقتراحات هو أنه يقلل من حواجز الإنتروبيا في تشكيل جزيئات منظمة كبيرة.

## وصلة خارجية
- مجلة العلوم (عالمنا اللامتناظر) الطبيعة تؤلف عالما لامتناظرا بالنسبة إلى اليمين واليسار